# Макашарипов, Расул Магомедхабибович
Макашарипов Расул Магомедхабибович (Муслим) (14 ноября 1971, с. Саситли, Цумадинский район, Дагестанская АССР — 6 июля 2005) — один из лидеров дагестанских сепаратистов, активный участник религиозно-экстремистского подполья на Северном Кавказе, создатель и руководитель диверсионно-террористического отряда «Дженнет» на территории Республики Дагестан, 1-й амир экстремистской группировки «Джамаат шариат». За достоверную информацию о нём МВД назначало вознаграждение в 50 тысяч долларов.

## Биография
По национальности — аварец.
В 1997 году в результате семейной ссоры на религиозной почве ушёл из дома. В поле зрения СМИ и правоохранительных органов попал в августе 1999 года во время вторжения чеченских боевиков в Дагестан, когда Макашарипов был личным переводчиком и проводником Шамиля Басаева. В начале мая 2000 года добровольно сдался властям. Был осуждён на восемь лет за участие в незаконных вооружённых формированиях, но тут же освобождён по амнистии в честь 60-летия Победы.
Уже летом 2000 года был объявлен в федеральный розыск по нескольким уголовным делам.
По сведениям правоохранительных органов, в 2002 году Макашарипов был направлен Раппани Халиловым в Дагестан, где организовал диверсионно-террористический отряд «Дженнет», специализировавшийся на нападениях на сотрудников дагестанской милиции, спецслужб, военнослужащих. Несколько раз (21 июня 2004 г., 15 января 2005 г.) его вместе с подчинёнными блокировали в жилых зданиях, но каждый раз ему удавалось скрываться.
В 2004 году создал новое подпольное террористическое формирование — «Джамаат Шариат", вошедший в так называемый Кавказский фронт, о создании которого было объявлено президентом непризнанной Чеченской Республики Ичкерия Садулаевым.
1 июля 2005 года боевики из группировки «Шариат» совершили теракт против бойцов спецназа «Русь», после которого были отправлены в отставку пять высокопоставленных руководителей МВД Дагестана. Уже 6 июля Макашарипов подорвал себя гранатой во время перестрелки с российскими войсками. Его преемником стал Мурад Лахиялов.
В деятельности религиозно-экстремистского подполья Дагестана активно участвовала и жена Макашарипова, Динара Бутдаева.